# Eduardo Maschi
Eduardo Maschi (Tres Arroyos, Argentina), es un locutor y relator deportivo argentino. 
Se desempeñó en LU24 Radio Tres Arroyos y en LU6 Radio Atlántica de Mar del Plata.
Estuvo relatando el Mundial de Fútbol de 1978, el Mundial de Basketball de 1990, y los mundiales de hockey sobre patines de 1979 y 1992. Por su trayectoria obtuvo varios reconocimientos, el instituto DeporTEA le otorgó el premio "Al maestro con cariño" en 2016 y en su ciudad natal le fue otorgado el premio Platino 2013.